# معرفة إجرائية

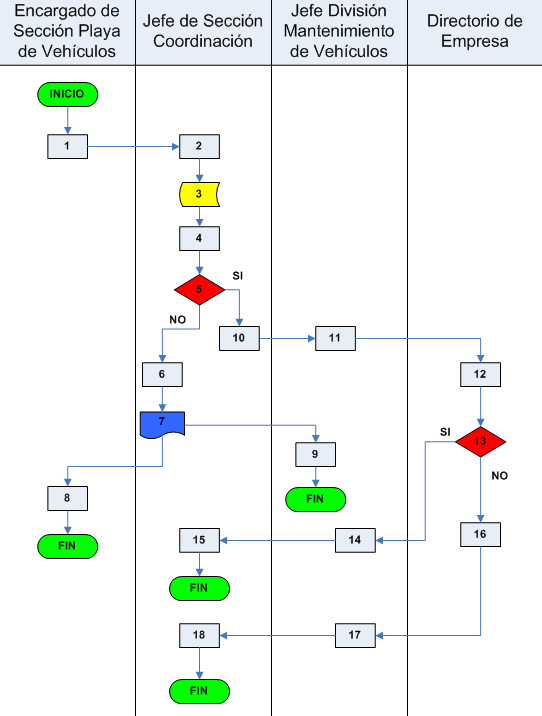
صوره تتضمن طريقة اداء المعرفه الإجرائيه

المعرفة الإجرائية وتسمى أيضا (بالمعرفة الكيفية أو العملية وأحيانا الإلزامية أو الادائية) وهي المعرفة التي تمارس في أداء مهمة ما.
بخلاف المعرفة الوصفية (وتسمى أيضا المعرفة الخبرية) والتي تتضمن معرفة بحقائق أو فرضيات معينة فمثلا (أعلم أن الثلج لونه أبيض) تتضمن معرفة إجرائية قدرة الفرد للقيام بشيء ما فمثلا (أعلم كيفية تغيير عجلة مثقوبة). لا يحتاج الشخص إلى أن يكون قادرًا على التعبير لفظيًا عن معرفته الإجرائية لكي تعتبر معرفة، لأن المعرفة الإجرائية لا تتطلب سوى معرفة كيفية القيام بعمل أو ممارسة مهارة على الوجه الصحيح. ولمصطلح «المعرفة الإجرائية» استخدامات تقنية أضيق ولكنها ذات صلة في كل من علم النفس الإدراكي وقانون الملكية الفكرية، التي يتم مناقشتها أدناه.

## نظرة عامة
تختلف المعرفة الإجرائية (المعرفة العملية) عن المعرفة الوصفية (المعرفة الخبرية) من حيث يمكن تطبيقها مباشرة على مهمة ما. فمثلا تختلف المعرفة الاجرائية التي يستخدمها الفرد في حل المشكلات عن المعرفة التوضيحية التي يمتلكها عن حل المشكلات بسبب أن هذه المعرفة تكونت من خلال القيام بالعمل. قدم جلبرت رايل الفارق بين المعرفة العملية والخبرية في نظرية المعرفة في كتابه مفهوم العقل.
الفارق بين المعرفة العملية والخبرية التي قدمت في نظرية المعرفة بواسطة جلبرت رايل في كتابه مفهوم العقل.

## الذكاء الاصطناعي
في الذكاء الاصطناعي تعتبر المعرفة الإجرائية أحد أنواع المعرفة التي يمكن للمعين الذكي امتلاكها.
وغالبا ما يتم تمثيل هذه المعرفة جزئيا أو كليا في شكل آلة الحالات المنتهية أو برنامج حاسوبي.
ومن الأمثلة المعروفة نظام المنطق الإجرائي الذي قد يتضمن، في حالة الإنسان الآلي المتنقل الذي يجول في مبنى، إجراءات مثل «الانتقال إلى غرفة» أو «تخطيط مسار».
على النقيض من ذلك، قد يحتوي نظام الذكاء الاصطناعي المعتمد على المعرفة التقريرية أو التوضيحية على خريطة للمبنى إلى جانب معلومات حول الإجراءات الأساسية التي يمكن أن يقوم بها الروبوت (مثل التحرك إلى الأمام والدوران والتوقف) ويترك الأمر لخوارزمية تخطيط مستقلة لاكتشاف كيفية استخدام هذه الإجراءات لتحقيق أهداف الوكيل.

## علم النفس المعرفي
في علم النفس المعرفي فإن المعرفة الإجرائية هي المعرفة التي تمارس في إنجاز مهمة وبالتالي على عكس المعرفة التقريرية فهي تتضمن معرفة ليس من السهل أن يعبر عنها الفرد من حيث إنها بلاوعي أو معرفة مضمنة عادة.
في كثير من الأحيان يتعلم الفرد المعرفة الإجرائية دون أن يدرك حتى أنه يتعلم (ستادلرز1989). على سبيل المثال يستطيع معظم الأفراد بسهولة تمييز وجه معين بأنه «جذاب» أو نكته معينة على انها مضحكة ولكن ليس بإمكانهم تفسير كيف توصلوا لهذا الاستنتاج بدقة ولن يكون باستطاعتهم تقديم تعريف عملي «للجاذبية» أو كونه «مضحك». يوضح هذا المثال الفرق بين المعرفة الإجرائية والفكرة العادية للمعرفة العملية هو الاختلاف المعترف به من قبل العديد من علماء النفس المعرفي (ستيلينق واخرون) العلم المعرفي: المقدمة الطبعة الثانية كامبريدج، ماساتشوستس: مطبعة معهد ماساتشوستس للتكنولوجيا، 1995، ص 396).
عادة لا يمكننا القول إن الشخص القادر على التعرف على وجه جذاب هو الشخص الذي يعرف كيف يتعرف على وجه ما بأنه جذاب. فإن المرء لا يعرف كيف يدرك الوجوه الجذابة مثلما لا  يعرف كيف يتعرف على ترتيبات معينة من الكواركات واللبتونات إلى آخر ذلك، باعتبارها جداول.
الاعتراف بوجوه جذابة، مثل الاعتراف بترتيبات معينة من كما الجداول، هو ببساطة شيء يفعله المرء، أو قادر على القيام به.
إن تمييز الوجوه باعتبارها جذابة، مثل تمييز بترتيبات معينة من النتورات، والمحاجر، إلى آخر ذلك، باعتبارها جداول، هو ببساطة أمر لا يستطيع المرء أن يفعله، أو أن يكون قادراً على القيام به. ولذلك فهي حالة من حالات المعرفة الإجرائية، ولكنها ليست حالة من الدراية الفنية لذلك هو مثال على المعرفة الإجرائية وليس مثال على المعرفة العملية.
بالتأكيد في كثير من الحالات فإن كلا شكلي المعرفة تحدث بدون وعي على سبيل المثال أثبتت الأبحاث التي أجراها أخصائي علم النفس المعرفي باول ليويكي أن المعرفة الإجرائية يمكن أن تكتسب بالمعالجة غير الواعية للمعلومات المتعلقة بالتغاير.

## الأثار التعليمية
في الفصول الدراسية تشكل المعرفة الإجرائية جزءا من المعرفة السابقة للطالب. وفي إطار التعليم النظامي فإن المعرفة الإجرائية هي ما يتم تعلمه حول استراتيجيات التعلم. يمكن ان تكون «قواعد مهمات محددة أو مهارات أو إجراءات أو تسلسل الإجراءات المستخدمة لتحقيق الأهداف» التي يستخدمها الطالب في الفصول الدراسية. وكمثال للمعرفة الإجرائية يشير كاولي إلى كيفية تعلم الطفل الاعتماد على يديه و/أو أصابعه عند تعلم الرياضيات لأول مرة.
يوضح نموذج التعليم الموحد أن المعرفة الإجرائية تساعد في جعل عملية التعليم أكثر كفاءة من خلال تقليل الحمل المعرفي للمهمة. في بعض الطرق التعليمية يقوم المعلمون بتحليل المهام تليها تعليمات واضحة بالخطوات اللازمة لإنجاز المهمة خاصة عند العمل مع الطلاب ذوي صعوبات التعلم.

## قانون الملكية الفكرية
في قانون الملكية الفكرية المعرفة الإجرائية هي جزء لا يتجزأ من المعلومات وثيقة الصلة بالتكنولوجيا الصناعية، وتعرف في بعض الأحيان باسم السر التجاري التي تمكن مستخدميها لتحقيق المنافع التجارية منها.
يدخل من ضمن حقوق الملكية الفكرية وفقا لأسس خاصة في أغلب التشريعات بينما في الغالب يصاحب الترخيص الحق في استخدام براءات الاختراع أو العلامات التجارية التي يملكها لطرف نشرها للاستخدام المحدد.  ومع ذلك المعرفة الإجرائية ليست فقط مكونة من معلومات سرية ليست موجودة في الملكية العامة بل هي جزء «مجموعة» من المعلومات سرية وغير السرية ذات الصلة التي ستكون جديدة لخبير في المجال المستخدمة فيه.